# Trehalóz
A trehalóz vagy  mikóz egy természetes alfa kötésű diszacharid, melyet két 
α-glükózegység alkot α, α-1, 1-glikozidos kötéssel.
Gombák, növények és gerinctelen állatok bioszintetizálják. Szerepet játszik a növények és állatok anhidrobiózisában, vagyis abban a tulajdonságukban, hogy hosszú ideig képesek életben maradni víz nélkül.
Nagy vízvisszatartó-képességét a kozmetikai és élelmiszeriparban is hasznosítják.
Emberben és a legtöbb állatban a bélbolyhok felszínén lévő trehaláz enzim hidrolizálja a trehalózt két glükóz molekulára.

## Külső hivatkozások
- Cryopreservation with Sugars
- Novel functions and applications of trehalose
- Hayashibara international
- Hayashibara
- Treha (Only as for the Japanese site)
- Hayashibara Shoji, Inc. (Only as for the Japanese site)